# Joss Toje
Josef Alexander Toje, känd som Joss Toje, ursprungligen Kalebsson, född 12 december 1902 i Väckelsångs församling i Kronobergs län, död 11 augusti 1971 i Vetlanda församling i Jönköpings län, var en svensk musiker, pianostämmare och pianoförsäljare.
Josef Toje var utbildad vid musikakademin. Han tonsatte låten Jag ska måla hela världen lilla mamma 1952, som hans andra hustru hade skrivit efter sin dotters tröstande ord över att blommorna vissnade så fort i Gamla stans trånga gränder i Stockholm. Låten finns på ett större antal inspelningar bland annat med olika dansband.
Han var 1928–1944 gift Nanny Nelson (1903–1960), 1948–1958 med Britt-Marie Toje-Edström och från 1969 till sin död med Anna Söderström (1913–2007). Han är begravd på Vetlanda skogskyrkogård.